# سلطان فايز
سلطان فايز محمد (مواليد 31 أغسطس 2000) لاعب كرة قدم إماراتي يجيد اللعب كظهير أيمن مع نادي العروبة معار من نادي شباب الأهلي في دوري الخليج العربي الإماراتي.

## مسيرة اللاعب
لعب في نادي شباب الأهلي ونادي خورفكان ونادي العروبة.